# Tranimal
Tranimal es un movimiento de drag y performance que comenzó a mediados de la década de los 2000 en Los Ángeles.  Derivado de la palabra "travesti", el objetivo era crear interpretaciones interpretativas, animalistas y posmodernas de la drag queen.

## Historia
El término "tranimal" fue acuñado por el artista Jer Ber Jones. Jer Ber Jones es responsable de iniciar el movimiento y popularizarlo en 2006, y nuevamente a principios de 2007 con la producción escénica original del musical de baile FOWL, una colaboración con el coreógrafo Ryan Heffington, que se convirtió en una escena de Drag y performance basada en Los Ángeles.
A diferencia de los géneros tradicionales de drag como el camp y el pageantry, el drag tranimal deconstruye la moda y el maquillaje, a menudo utilizando objetos encontrados y elementos del surrealismo. Se puso un énfasis visual en ocultar o exagerar los atributos masculinos, pero no necesariamente en el afeitado o la depilación, creando un constante tira y afloja entre los géneros. El movimiento tranimal se inspiró en Leigh Bowery, Radical Faeries, The Cockettes, Boy George, Grace Jones, Cindy Sherman y John Waters.
Austin Young y sus colaboradores popularizaron aún más la apariencia y la éstética tranimal a través del trabajo de retratos en torno al género.
En 2011 el movimiento alcanzó una audiencia mayoritaria cuando la actriz Ann Magnuson sugirió al Los Angeles Times que "se erigiera una estación de maquillaje tranimal a mitad de camino en la alfombra roja". (Para la ceremonia de entrega televisada de los premios Oscar). En 2019, el artista indio de drag, Patruni Sastry, presentó el drag tranimal con indianismo en el Festival de Literatura de Hyderabad.

## Talleres tranimal
El primer evento público de Tranimal Workshop, celebrado en la Machine Project de Mark Allen en 2009, contextualizó el movimiento y lo trasladó a una serie de eventos participativos y de código abierto. Cada evento culminó con una serie de fotografías tomadas por Austin Young. El concepto del Tranimal Workshop fue una colaboración entre Austin Young, Squeaky Blonde y Fade-Dra. Los artistas participantes también han incluido a Matthu Andersen, Jer Ber Jones, Andrew Marlin, Jason El Diablo y muchos otros. El primer taller fue coproducido por Austin Young y Saskia Wilson-Brown junto con Ultra Fabulous Beyond Drag, Part Deux en 2007, y Ultra Fabulous Beyond Drag, Part Deux en 2009. Estos dos programas de cine en Los Ángeles fueron complementados por actuaciones de artistas invitados como The Steve Lady, Jer Ber Jones y Squeaky Blonde, entre otros. Las proyecciones de Ultra Fabulous sirvieron para unir los elementos fílmicos del movimiento en un solo lugar, por primera vez.
Desde el evento inicial, el taller ha sido desarrollado por muchos de los organizadores originales con Austin Young a la cabeza, [8] y se ha expandido a varios lugares, incluido el Museo Hammer de Los Ángeles en 2010 y el Museo de Arte de Berkeley en 2011.

## Artistas tranimal
- Jer Ber Jones
- Squeaky Blonde
- Jackie Hell
- Vain Hein
- Andrew Tran
- Violet Blonde
- Patruni Sastry[2]
- Monikkie Shame
- Alisson Gothz
- Fade-Dra Phey